# トニー・ラダキン
サー・トニー・ラダキン（Sir Tony Radakin）ことサー・アントニー・デイヴィッド・ラダキン（Sir Antony David Radakin、1965年11月10日 - ）は、イギリスの海軍軍人、法廷弁護士。海軍大将。第二海軍卿兼海軍参謀次長、第一海軍卿兼海軍参謀総長を経て、現在は第24代国防参謀総長を務める。チャールズ3世即位時の大司馬を務めた。
防衛省・自衛隊やBBCなどは姓をラダキンと表記している。レダキンとも表記される。

## 経歴
1965年11月10日、イングランド・ランカシャー州オールダム生まれ。5歳のときにサマセット州ポーティスヘッドに移り住んだ。ブリストルのカトリック系男子校、セント・ブレンダン・カレッジで教育を受けた。
サウサンプトン大学で法学を学び、1989年に法学士（LLB）を取得。大学では英国海軍の奨学金を受ける。
海軍勤務と並行して弁護士としての職務を続け、1996年に法廷弁護士（バリスター）資格を取得してミドル・テンプルから法廷に召集された。
その後、キングス・カレッジ・ロンドンで国際関係論と国防学を学び、2000年にMaster of Arts（MA）を取得した。

### 海軍軍人

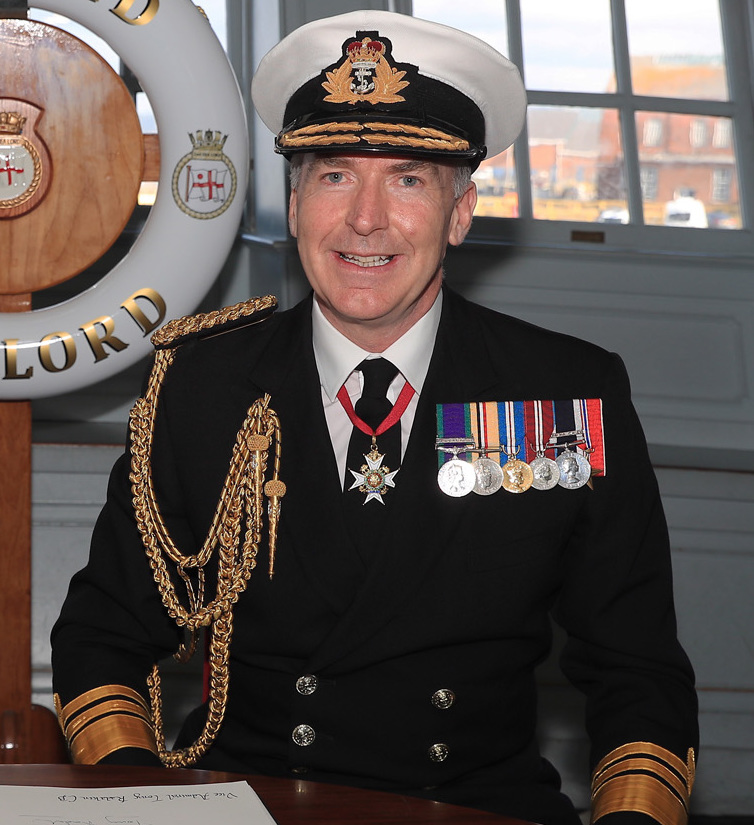
第二海軍卿時代のラダキン海軍中将

1990年10月20日、イギリス海軍入営。巡視船「リーズ・キャッスル」のwatchkeepingを経て、1991年から1992年までフリゲート艦「カリブディス」とフリゲート艦「アンドロメダ」の航海士官（navigating officer）。1993年から1995年まで「ブレイザー」艦長。1996年11月1日、海軍少佐昇進。2003年、フリゲート艦「ノーフォーク」艦長。2006年には米英イラク海軍移行チームの指揮官、2010年には第158合同任務部隊指揮官を歴任した。この遠征により、アメリカ大統領から青銅星章を授与される。
2011年8月30日、海軍代将昇進。2011年10月、ポーツマス海軍基地司令官。2012年11月、国防省Director of Force Development。2014年12月3日、海軍少将昇進。2014年12月、Commander United Kingdom Maritime Forces and Rear Admiral Surface Ships。2016年3月、イギリス統合軍参謀長（Chief of Staff, Joint Forces Command）。
2018年3月27日、海軍中将昇進、第二海軍卿兼海軍参謀次長任命。3カ月後、2018年誕生記念叙勲でバース勲章コンパニオン任命。2019年6月、海軍大将昇進、サー・フィリップ・ジョーンズ海軍大将の後任として第一海軍卿兼海軍参謀総長に就任。
2019年、ラダキンは「Royal Navy Transformation」の標語のもとで、英海軍の改革を開始した。この構想には、北大西洋における英国の作戦上の優位性向上、新造された空母「クイーン・エリザベス」と「プリンス・オブ・ウェールズ」を用いた空母打撃作戦の展開、世界各地での英海軍のプレゼンス向上、英海兵隊のFuture Commando Forceへの改革、英海軍のテクノロジーとイノベーションの活用の改善などが含まれていた。また、英海軍全体で将官の40％削減、本部参謀（headquarters staff）の40％削減も構想され、これは物議を醸した。
2021年誕生記念叙勲でバース勲章ナイト・コマンダー（KCB）任命。

### 国防参謀総長

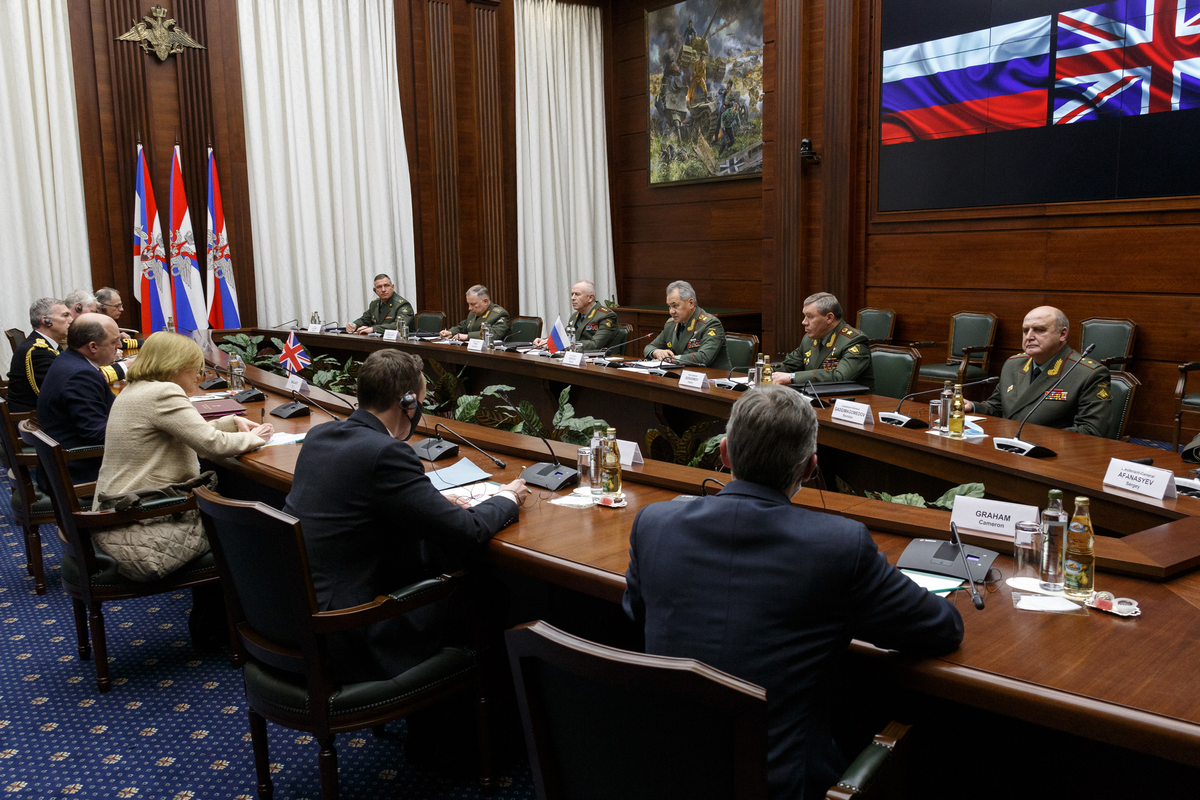
ベン・ウォーレス英国防相、ショイグ露国防相と共に（2022年2月11日、モスクワ）

2021年10月7日、ラダキンが11月30日付けで国防参謀総長に就任することが発表された。ボリス・ジョンソン首相は、ラダキンの改革派としての評判と、ジョンソン首相が地中海やインド太平洋地域での将来の海戦を予想していたことから、国防省が希望していたサー・パトリック・サンダース陸軍大将ではなく、ラダキンを任命した。2021年11月8日、後任のサー・ベン・キー海軍大将に第一海軍卿の座を譲った。
2021年12月、Royal United Services Instituteで国防参謀総長に就いてから初の演説を行った。イギリスの安全保障上の見通しは「ここ三十年で極めて危険かつ複雑な状態」であり、「地政学的状況は国際社会にとって中心的かつ不可欠な機能としての国家の復活への回帰」と述べた。ラダキンはまた、軍の多様性とリーダーシップを改善しない限り、英国軍は「ridiculous」な姿になる危険性があると述べた。

ラダキンは2022年1月7日、イギリスはロシアの脅威に直面しており、ロシアによる海底通信ケーブルを損傷しようとする試みはイギリスにとって「戦争行為」と見なされる可能性があると述べた。しかし、英露間の電話接続を毎日テストし続けており、これは緊急時に使用される可能性があるとも述べた。

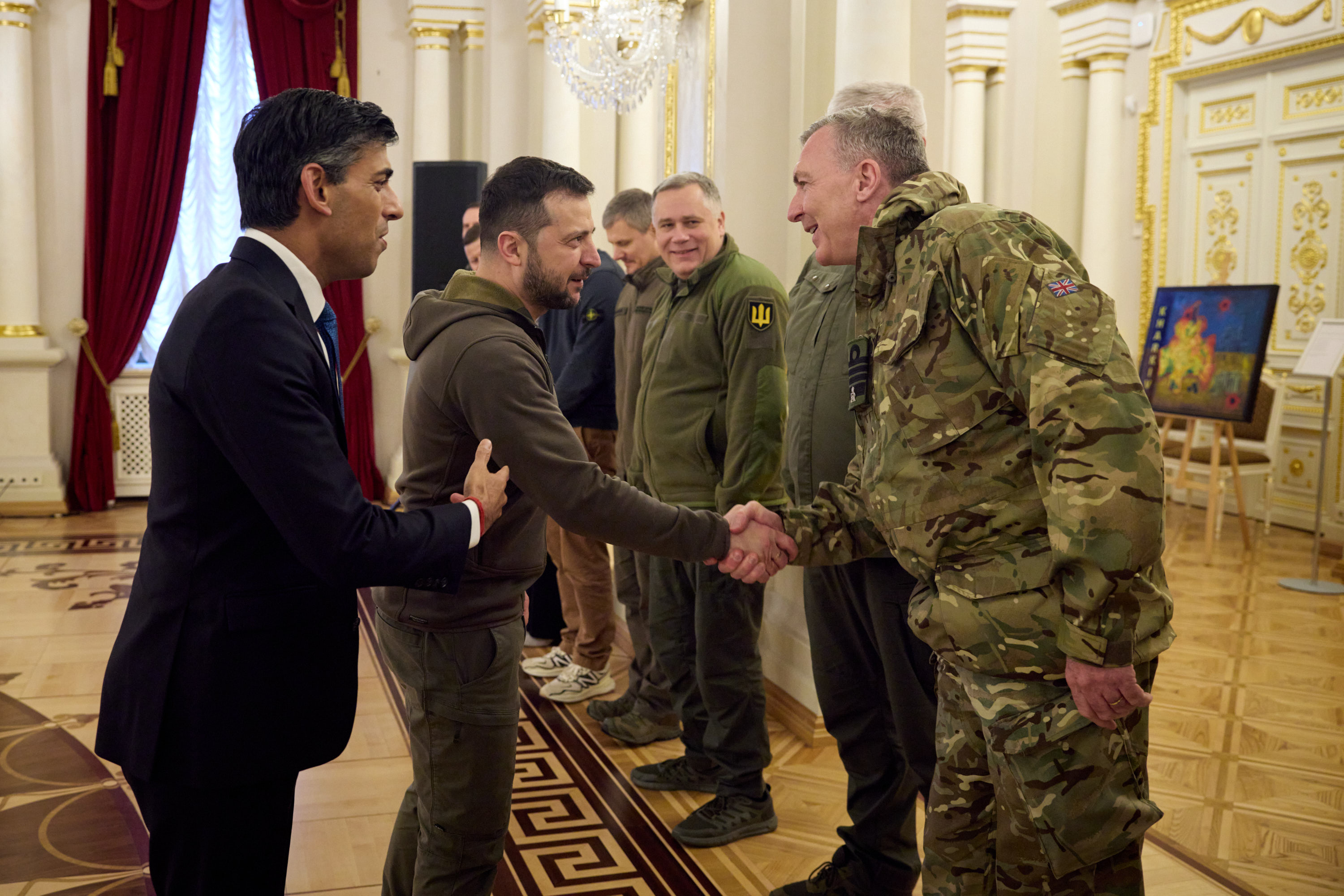
2022年11月19日、ウクライナ・キエフにて、ウクライナのゼレンスキー大統領、イギリスのスナク首相と共に。

2022年2月11日、ロシア軍参謀総長のワレリー・ゲラシモフと会談した。ゲラシモフは、ロシアがウクライナ侵攻を計画していることを否定した。直後に侵攻が行われた。2022年のウクライナ侵攻では、ロシアの勝利は「inevitable」ではないと述べた。BBCの番組『サンデー・モーニング』で、ロシアがウクライナを占領するのは「inevitable」なのではないかと問われ、ラダキンはロシアの占領が成功していない旨の回答を行った。2022年3月31日、ロシアのウラジーミル・プーチン大統領が「catastrophic misjudgments」によりウクライナ戦争に「すでに負けた」（"already lost"）と述べた。2022年6月、ラダキンは貴族院国際関係・国防委員会（International Relations and Defence Committee）の質問に答え、イギリスの保有する兵器を必要な水準のものまで置き換えるには「数年」、英軍が米軍と共に戦うのに十分な能力を持つ諸師団を配備できるようになるまでには「5年から10年」が、ウクライナへの支援を開始してからかかる可能性があると述べた。

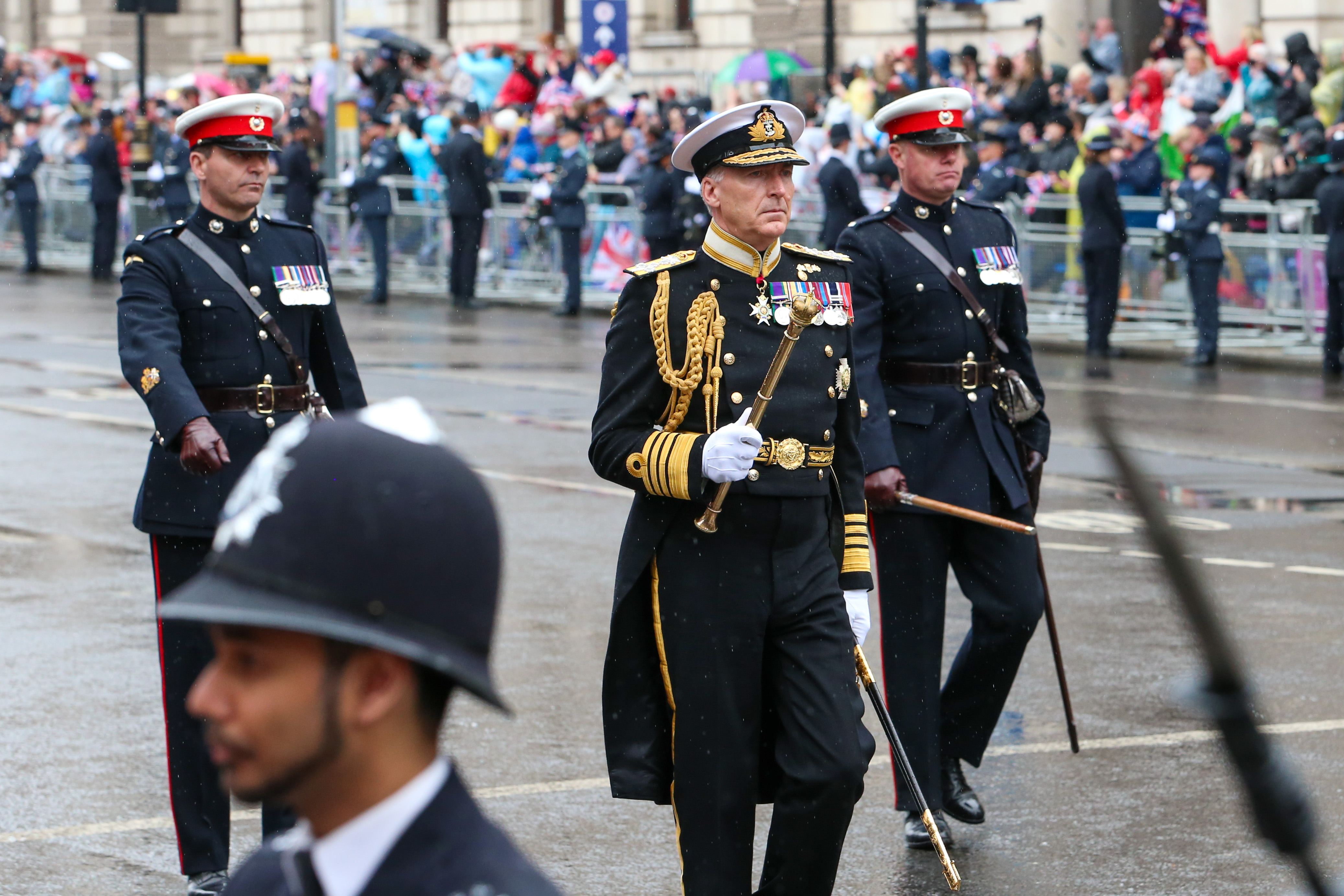
チャールズ3世即位礼時のラダキン。

2022年7月、彼は「軍事の専門家として、我々はロシアが比較的安定した政権であると見ている。プーチン大統領はいかなる反対勢力も封じ込めてきた。私たちは、プーチン大統領に投資しているヒエラルキーを見ているので、トップの誰もプーチン大統領に挑戦する動機を持っていない。そのことは我々を暗澹たる気持ちにさせる」と述べた。
2022年9月、エリザベス2世の死去を受けて賛辞を贈った。彼は女王と軍の関係を「deeply personal」と表現し、軍隊は女王の国葬に参加することで女王に対する最後の義務を果たすと述べた。
ラダキンは2023年、チャールズ3世とカミラ王妃の戴冠式でイングランド大司馬を務めた。

## 私生活
1995年、妻ルイーズと結婚。4人の息子（1998年から2005年にかけて誕生）とハンプシャーに住んでいる。イギリス海軍スカッシュ協会とイギリス軍テニス協会会長であり、イギリス海軍セーリング協会のVice Admiral（海軍の階級を模した役職）でもある。 